# Сумакарсер
Сумакарсер, Сумакарсель (валенс. Sumacàrcer (офіційна назва), ісп. Sumacárcel) — муніципалітет в Іспанії, у складі автономної спільноти Валенсія, у провінції Валенсія. Населення — 1263 особи (2010).

## Географія
Муніципалітет розташований на відстані близько 300 км на південний схід від Мадрида, 46 км на південний захід від Валенсії.

## Демографія
Динаміка населення (INE ):

## Галерея зображень

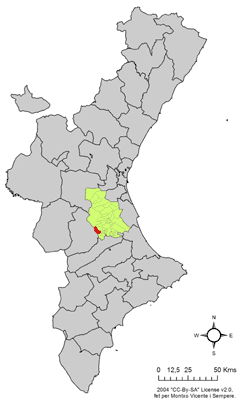
Розташування муніципалітету у автономній спільноті Валенсія
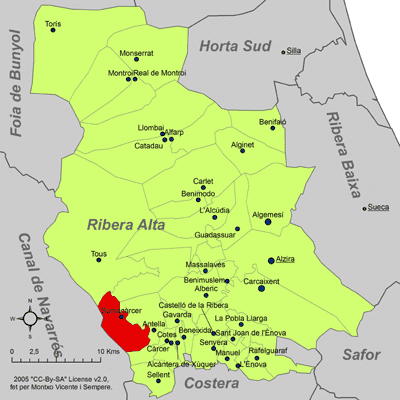
Розташування муніципалітету Сумакарсер у комарці Рібера-Альта